# فلیورا آباته-بولاتووا
فلیورا آباته-بولاتووا (انگلیسی: Fliura Abbate-Bulatova؛ زادهٔ ۹.۹.۱۹۶۳) یک بازیکن تنیس روی میز اهل ایتالیا است. 
وی در مسابقات کشوری و بین‌المللی در مجموع برنده ۵ مدال طلا، ۴ مدال نقره شده‌است.